# Weiler-la-Tour
Weiler-la-Tour (luxembourgsk: Weiler zum Tuer) er en kommune og et byområde i storhertugdømmet Luxembourg. Kommunen, som har et areal på 17,07 km², ligger i kantonen Luxembourg i distriktet Luxembourg. I 2005 havde kommunen 1.368 indbyggere. 
49°32′33″N 6°11′59″Ø / 49.5425°N 6.1997°Ø